# Sanremo-Festival 1993
Die 43. Ausgabe des Festival della Canzone Italiana di Sanremo fand 1993 an vier Abenden zwischen dem 23. und dem 27. Februar im Teatro Ariston in Sanremo statt und wurde von Pippo Baudo und Lorella Cuccarini moderiert.

## Ablauf

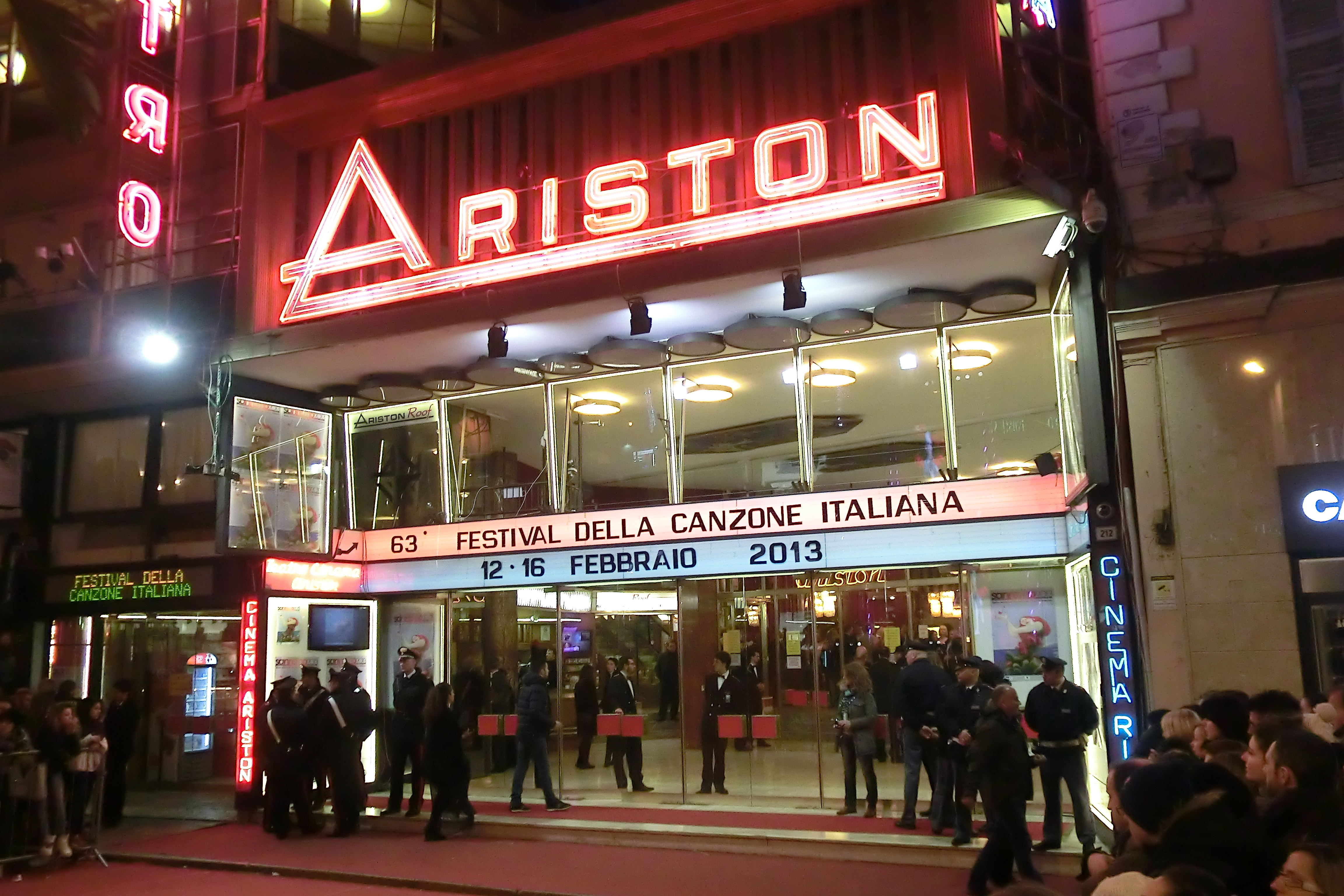
Das Ariston-Theater, Veranstaltungsort des Sanremo-Festivals

Nach dem Erfolg des Vorjahres beließ die Rai 1993 alles beim Alten: 24 Teilnehmer in der Hauptkategorie, 18 bei den Newcomern, an den ersten drei Abenden je drei Ausscheidungen. Als Moderator ging erneut Pippo Baudo an den Start, diesmal gemeinsam mit der Mediaset-Berühmtheit Lorella Cuccarini. Baudos Rolle im Festival wurde immer größer, während die ausführenden Gesellschaften OAI (mit Adriano Aragozzini) und Publispei (mit Carlo Bixio und Marco Ravera) dieses Jahr nur noch wenig zu sagen hatten (auch wegen eines laufenden Gerichtsverfahrens gegen Aragozzini). Alba Parietti, Komoderatorin des Vorjahres, moderierte die Talkshow Dopofestival. Das Festival startete ausnahmsweise bereits am Dienstag, setzte aber dafür am Mittwoch einen Abend aus.
Unter den Teilnehmern waren gleich drei ehemalige Sieger: Enrico Ruggeri, Matia Bazar und Peppino di Capri. Daneben kehrten viele weitere ehemalige Teilnehmer zurück, etwa Renato Zero, Amedeo Minghi, Francesca Alotta, Mietta, Paola Turci oder Biagio Antonacci. Mehrere ehemalige Teilnehmer gingen diesmal gemeinsam ins Rennen, so Grazia Di Michele und Rossana Casale, die Schwestern Loredana Bertè und Mia Martini, Tony Esposito und Ladri di Biciclette sowie die Beat-Supergroup aus Maurizio Vandelli (Equipe 84), Dik Dik und I Camaleonti. Sein Debüt beim Festival feierte hingegen Roberto Murolo, Altstar der neapolitanischen Volksmusik. Als internationale Gäste traten außerdem Rod Stewart und Diana Ross auf.
In der Newcomer-Kategorie sorgte das Lied In te von Nek wegen seiner Anti-Abtreibungs-Thematik für Kontroversen; es landete schließlich auf dem dritten Platz, hinter Ma non ho più la mia città von Gerardina Trovato und La solitudine von Laura Pausini. In der Hauptkategorie konnte sich der Favorit Enrico Ruggeri mit Mistero durchsetzen. Wie schon 1991 brachte das Saalpublikum lautstark seine Präferenz für Renato Zero zum Ausdruck, der jedoch nur auf dem fünften Platz landete. Cristiano De André erreichte den zweiten Platz und wurde für Dietro la porta außerdem mit dem Kritikerpreis ausgezeichnet. In der Newcomer-Kategorie ging dieser an A piedi nudi von Angela Baraldi, die das Finale verfehlt hatte.

## Teilnehmende Beiträge

### Campioni
- Sieger
- In der Vorrunde ausgeschieden

| Platzierung                               | Interpret                            | Lied                                                                 | Autoren                                                                   | Stimmen |
| ----------------------------------------- | ------------------------------------ | -------------------------------------------------------------------- | ------------------------------------------------------------------------- | ------- |
| 1                                         | Enrico Ruggeri                       | Mistero                                                              | Enrico Ruggeri                                                            | 7.077   |
| 2                                         | Cristiano De Andrè                   | Dietro la porta                                                      | Daniele Fossati, Cristiano De Andrè                                       | 7.019   |
| 3                                         | Rossana Casale und Grazia Di Michele | Gli amori diversi                                                    | Rossana Casale, Giorgio Restelli, Grazia Di Michele                       | 6.862   |
| 4                                         | Matia Bazar                          | Dedicato a te                                                        | Laura Valente, Maurizio Bassi, Sergio Cossu, Aldo Stellita, Carlo Marrale | 6.782   |
| 5                                         | Renato Zero                          | Ave Maria                                                            | Renato Fiacchini, Renato Serio                                            | 6.773   |
| 6                                         | Mietta und Ragazzi di Via Meda       | Figli di chi                                                         | Daniela Miglietta, Antonello De Sanctis, Giuseppe Isgrò, Filippo Neviani  | 6.770   |
| 7                                         | Paola Turci                          | Stato di calma apparente                                             | Paola Turci, Gaio Chiocchio                                               | 6.693   |
| 8                                         | Biagio Antonacci                     | Non so più a chi credere                                             | Biagio Antonacci                                                          | 6.554   |
| 9                                         | Amedeo Minghi                        | Notte bella, magnifica                                               | Amedeo Minghi                                                             | 6.209   |
| 10                                        | Francesca Alotta                     | Un anno di noi                                                       | Giancarlo Bigazzi, Marco Falagiani, Beppe Dati                            | 6.161   |
| 11                                        | Andrea Mingardi                      | Sogno                                                                | Andrea Mingardi                                                           | 6.143   |
| 12                                        | Roberto Murolo                       | L’Italia è bbella                                                    | Carlo Faiello                                                             | 5.981   |
| 13                                        | Tullio De Piscopo                    | Qui gatta ci cova                                                    | Mario Capuano, Giosy Capuano, Tullio De Piscopo                           | 5.486   |
| 14                                        | Loredana Bertè und Mia Martini       | Stiamo come stiamo                                                   | Maurizio Piccoli, Loredana Bertè                                          | 5.463   |
| 15                                        | Nino Buonocore                       | Una canzone d’amore                                                  | Michele De Vitis, Nino Buonocore                                          | 4.759   |
|                                           | Jo Squillo                           | Balla italiano                                                       | Giovanna Coletti                                                          |         |
| Ladri di Biciclette und Tony Esposito     | Cambiamo musica                      | Tony Esposito, Enrico Prandi, Giorgio Verdelli, Gianluigi Di Franco  |                                                                           |         |
| Maurizio Vandelli, Dik Dik und Camaleonti | Come passa il tempo                  | Giancarlo Bigazzi, Riccardo Del Turco, Beppe Dati                    |                                                                           |         |
| Francesco Salvi                           | Dammi 1 bacio                        | Francesco Salvi, Mario Natale, Roberto Turatti                       |                                                                           |         |
| Peppino Gagliardi                         | L’alba                               | Sergio Cirillo, Peppino Gagliardi                                    |                                                                           |         |
| Peppino di Capri                          | La voce delle stelle                 | Giuseppe Faiella, Mimmo Di Francia, Fabrizio Berlincioni             |                                                                           |         |
| Schola Cantorum                           | Sulla strada del mare                | Antonello De Sanctis, Alberto Cheli                                  |                                                                           |         |
| Alessandro Canino                         | Tu tu tu tu                          | Giancarlo Bigazzi, Paolo Hollesch, Alessandro Baldinotti, Beppe Dati |                                                                           |         |
| Milva                                     | Uomini addosso                       | Roby Facchinetti, Valerio Negrini                                    |                                                                           |         |

### Novità
- Sieger
- In der Vorrunde ausgeschieden

| Platzierung                                            | Interpret               | Lied                                                         | Autoren                                               | Stimmen |
| ------------------------------------------------------ | ----------------------- | ------------------------------------------------------------ | ----------------------------------------------------- | ------- |
| 1                                                      | Laura Pausini           | La solitudine                                                | Pietro Cremonesi, Angelo Valsiglio, Federico Cavalli  | 7.464   |
| 2                                                      | Gerardina Trovato       | Ma non ho più la mia città                                   | Gerardina Trovato, Donatella Milani, Mauro Malavasi   | 7.209   |
| 3                                                      | Nek                     | In te                                                        | Filippo Neviani, Antonello De Sanctis, Giuseppe Isgrò | 5.952   |
| 4                                                      | Bracco Di Graci         | Guardia o ladro                                              | Domenico Di Graci                                     | 5.890   |
| 5                                                      | Erminio Sinni           | L’amore vero                                                 | Erminio Sinni, Riccardo Cocciante                     | 5.876   |
| 6                                                      | Rosario Di Bella        | Non volevo                                                   | Rosario Di Bella                                      | 5.860   |
| 7                                                      | Marco Conidi            | Non è tardi                                                  | Marco Conidi, Massimo Mastrangeli                     | 5.648   |
| 8                                                      | Fandango                | Non ci prenderanno mai                                       | Lidia Fiori, Roberto Lanzo                            | 5.007   |
| 9                                                      | Tony Blescia            | Quello che non siamo                                         | Tony Blescia                                          | 4.679   |
|                                                        | Angela Baraldi          | A piedi nudi                                                 | Angela Baraldi, Marco Bertoni, Enrico Serotti         |         |
| Leo Leandro                                            | Caramella               | Salvatore Jovine, Leopoldo D’Angelo                          |                                                       |         |
| Luca Manca, Luca Virago, Emanuela und Gabriele Fersini | Ci vuole molto coraggio | Alberto Salerno, Maurizio Fabrizio                           |                                                       |         |
| Niné                                                   | Femmene                 | Giulia Guido, Matteo Bonsanto, Stefano Pulga, Maurizio Preti |                                                       |         |
| Marcello Pieri                                         | Femmina                 | Marcello Pieri                                               |                                                       |         |
| Lorenzo Zecchino                                       | Finché vivrò            | Lorenzo Zecchino                                             |                                                       |         |
| Antonella Bucci                                        | Il mare delle nuvole    | Eros Ramazzotti, Adelio Cogliati                             |                                                       |         |
| Cliò                                                   | Non dire mai            | Elio Palumbo, Vania Magelli                                  |                                                       |         |
| Maria Grazia Impero                                    | Tu con la mia amica     | Enrico Riccardi                                              |                                                       |         |

## Erfolge
Die Siegertitel beider Kategorien sowie vor allem Renato Zeros zweitplatzierter Beitrag waren im Anschluss auch in den Charts erfolgreich. Insgesamt stiegen neun Festivalbeiträge in die Top 25 der italienischen Singlecharts ein, davon acht aus der Hauptkategorie. Come passa il tempo von Maurizio Vandelli, Dik Dik und den Camaleonti, im Wettbewerb ausgeschieden, konnte in den Charts einen zwölften Platz erreichen.
Sieger Enrico Ruggeri vertrat Italien beim Eurovision Song Contest 1993 mit dem Lied Sole d’Europa und erzielte den zwölften Platz.

| Jahr                                         | Titel Interpret                                               | Höchstplatzierung, Gesamtwochen, AuszeichnungChartsChartplatzierungen (Jahr, Titel, Interpret, Platzierungen, Wochen, Auszeichnungen, Anmerkungen) | Anmerkungen        |
| Jahr                                         | Titel Interpret                                               | IT | Anmerkungen        |
| -------------------------------------------- | ------------------------------------------------------------- | --- | ------------------ |
| 1993                                         | Mistero Enrico Ruggeri                                        | IT1 (8 Wo.)IT | Platz 1            |
| 1993                                         | Ave Maria Renato Zero                                         | IT2 (8 Wo.)IT | Platz 5            |
| 1993                                         | La solitudine Laura Pausini                                   | IT5 (15 Wo.)IT | Platz 1 (Newcomer) |
| 1993                                         | Come passa il tempo Maurizio Vandelli, Dik Dik und Camaleonti | IT12 (7 Wo.)IT | Ausgeschieden      |
| 1993                                         | Gli amori diversi Rossana Casale und Grazia Di Michele        | IT12 (4 Wo.)IT | Platz 3            |
| 1993                                         | Dietro la porta Cristiano De Andrè                            | IT16 (5 Wo.)IT | Platz 2            |
| 1993                                         | Un anno di noi Francesca Alotta                               | IT20 (4 Wo.)IT | Platz 10           |
| 1993                                         | Non so più a chi credere Biagio Antonacci                     | IT21 (3 Wo.)IT | Platz 8            |
| 1993                                         | Sogno Andrea Mingardi                                         | IT24 (1 Wo.)IT | Platz 11           |
| Weitere Charterfolge aus dem Festivalumfeld: |                                                               | |                    |
|                                              |                                                               | |                    |
| 1993                                         | Ruby Tuesday Rod Stewart                                      | IT24 (1 Wo.)IT | Gastbeitrag        |

## Belege
1. ↑  Eddy Anselmi: Il Festival di Sanremo: 70 anni di storie, canzoni, cantanti e serate. DeAgostini, Mailand, ISBN 978-88-511-7661-7, S. 347.
2. ↑  Guido Racca: M&D Borsa Singoli 1960-2019. Selbstverlag, 2019, ISBN 978-1-09-326490-6.